# Lugaid Lámderg
Pour les articles homonymes, voir Lugaid.
Lugaid Lámderg (i.e: Main rouge), fils de Eochaid Uaircheas, est selon les légendes médiévales et la tradition pseudo-historique irlandaise un Ard ri Erenn.

## Règne
Selon le Lebor Gabála Érenn, après avoir tué son prédécesseur Eochaid Fíadmuine⁣⁣⁣, roi d'une moitié de l'Irlande, il  règne conjointement avec Conaing Bececlach, le frère de sa victime. Il contrôle la partie sud du pays pendant que  Conaing continue de régner sur le  nord   d'après Keating et les the Quatre Maîtres  il dépose Conaing lorsqu'il tue Eochaid et règne sur la totalité de l'île. Son règne dure sept ans avant que  Conaing ne le tue et soit  Ard ri  roi de toute l'Irlande. Plus tard son fils Art mac Lugdach  sera ensuite lui aussi Ard ri Erenn.
Le  Lebor Gabála Érenn synchronise le règne de Lugaid avec ceux de Artaxerxes Ier  (465-424 av. J.-C. ) et Darius II (423-404 av. J.-C.) sur l Empire perse. La chronologie de Geoffrey Keating  Foras Feasa ar Éirinn date son règne de 616-609 av. J.-C. , et les  Annales des quatre maîtres de 839-832 av. J.-C. .

## Source
- (en) Cet article est partiellement ou en totalité issu de l’article de Wikipédia en anglais intitulé « Lugaid Lámderg » (voir la liste des auteurs), édition du 9 avril 2012.